# Let Me Fly
Chansons représentant Malte au Concours Eurovision de la chanson
In a Woman's Heart
(1996) The One That I Love
(1998)
Let Me Fly (en français, Laisse-moi voler) est la chanson représentant Malte au Concours Eurovision de la chanson 1997. Elle est interprétée par Debbie Scerri.
La chanson est la dix-huitième de la soirée, suivant Horepse interprétée par Marianna Zorba pour la Grèce et précédant Miért kell, hogy elmenj? interprétée par V.I.P. pour la Hongrie.
À la fin des votes, elle obtient 66 points et finit à la neuvième place sur vingt-cinq participants.